# Buenavista (Larráinzar)
Buenavista es una localidad del municipio de Larráinzar ubicado en la región de Los Altos del estado mexicano de Chiapas.

## Geografía
La localidad de Buenavista se sitúa en las coordenadas geográficas 16°57′03″N 92°48′43″O / 16.950833, -92.811944, a una elevación de 1,922 metros sobre el nivel del mar.

## Demografía
Según el Censo de Población y Vivienda 2020, efectuado por el Instituto Nacional de Estadística y Geografía, la localidad de Buenavista tiene 634 habitantes, de los cuales 321 son del sexo masculino y 313 del sexo femenino. Su tasa de fecundidad es de 2.83 hijos por mujer y tiene 102 viviendas particulares habitadas.
| Gráfica de evolución demográfica de Buenavista entre 1910 y 2020 |
|                                                                  |
| INEGI.                                                           |